# Kangersuatsiaq
Kangersuatsiaq (zastarale Kangerssuatssiaq, dánsky Prøven) je osada v kraji Avannaata v Grónsku. Byla založena v roce 1800 jako Prøven. V roce 2017 tu žilo 161 obyvatel. Název Kangersuatsiaq znamená "poměrně velký mys".

## Počet obyvatel
Do roku 2001 byl počet obyvatel Kangersuatsiaqu poměrně stabilní, od té doby však stále klesá.